# María Araújo Martínez
María Araújo Martínez (Carril, Villagarcía de Arosa, 28 de octubre de 1904-La Habana, 28 de diciembre de 1989) también conocida como María Carcaño y María a Guerrilleira, fue una sindicalista, guerrillera y política española.

## Trayectoria
Su padre era pescador y su madre mariscadora. A los dos años se fue con su familia a Cuba, instalándose en el barrio de Casablanca de La Habana. Estudió en un convento y se casó con Sebastián Carcaño cuando ella tenía dieciséis años. Carcaño se dedicaba a la pesca en el Golfo de México y juntos estuvieron vinculados al naciente movimiento comunista cubano.
En 1927 regresaron con sus hijos a Galicia. Allí María trabajó en una fábrica de conservas de Vigo. Fue nombrada dirigente del Sindicato de Conserveras. En 1935 viajó a Madrid para participar en un Congreso Obrero y poco después a París donde participó como delegada en un congreso antifascista. 
Cuando comenzó el golpe de Estado del 18 de julio de 1936 estaba en Vigo y el matrimonio pasó a la clandestinidad y se escondieron en los montes de Redondela.  Colaboraron con la guerrilla antifranquista hasta que fue detenida junto a su hija Dora Carcaño, que había nacido en 1935. El cónsul de Cuba en Vigo, Luis Bas Molina, la ayudó a salir de prisión y, con documentación falsa, regresar a Cuba, en 1944.
A su regreso a Cuba se pasó del  Partido Comunista de España (PCE) a militar en el Partido Socialista Popular. Desde 1953, participó activamente en la lucha contra Batista mediante actividades como ocultar armas, difundir propaganda, instruir trabajadores y colaborar con el Movimiento 26 de Julio. Tras el triunfo revolucionario de 1959, asumió diversas tareas, como fundar un Comité de Defensa de la Revolución, organizar la Federación de Mujeres Cubanas, participar en trabajos voluntarios y la campaña de alfabetización. También colaboró con la Seguridad del Estado en tareas de contrainteligencia, siendo clave para desarticular un plan terrorista contra Fidel Castro.
Falleció en La Habana en 1989.

## Reconocimientos
La Diputación de Pontevedra en su programa "Aquí faltan páginas" que busca   recordar a mujeres gallegas analizó su vida y su lucha en Villagarcía de Arousa en diciembre de 2024.